# Liste de poissons d'aquarium d'eau de mer
Voici une liste des poissons d'eau de mer classés par famille.

## Acanthuridésou poissons chirurgiens
- Acanthurus
  - Acanthurus achilles, chirurgien à queue rouge ou à taches rouges
  - Acanthurus albipectoralis
  - Acanthurus annularis
  - Acanthurus armiger
  - Acanthurus aterrimus
  - Acanthurus auranticavus
  - Acanthurus aurolineatus
  - Acanthurus bahianus, chirurgien marron
  - Acanthurus bariene, chirurgien à ocelle
  - Acanthurus blochii, chirurgien à queue barrée
  - Acanthurus chirurgus, chirurgien docteur
  - Acanthurus chronixis, chirurgien imitateur
  - Acanthurus coeruleus, chirurgien bleu
  - Acanthurus dussumieri, chirurgien hawaiien
  - Acanthurus fowleri
  - Acanthurus gahhm, chirurgien noir à queue blanche
  - Acanthurus japonicus, chirurgien à joues blanches du Japon
  - Acanthurus leucocheilus, chirurgien à lèvres blanches
  - Acanthurus leucopareius, chirurgien à joues blanches
  - Acanthurus leucosternon, chirurgien à poitrine blanche
  - Acanthurus lineatus, chirurgien clown ou chirurgien à lignes bleues
  - Acanthurus maculiceps, chirurgien à oreilles noires
  - Acanthurus mata, chirurgien à queue blanche
  - Acanthurus melanosternon
  - Acanthurus monroviae, chirurgien de Monrovia
  - Acanthurus (glaucopareius) nigricans, acanthure gris ou à bordure dorée
  - Acanthurus nigricauda, chirurgien masqué
  - Acanthurus nigrofuscus, acanthure brun
  - Acanthurus nigroris, chirurgien de Cuvier
  - Acanthurus nubilis
  - Acanthurus olivaceus, chirurgien à épaulettes orange
  - Acanthurus polyzona
  - Acanthurus sohal, acanthure zébré
  - Acanthurus tennenti, acanthure lieutenant
  - Acanthurus thompsoni, acanthure de Thompson
  - Acanthurus triostegus, acanthure bagnard ou manini
  - Acanthurus tristis, chirurgien de l'océan Indien
  - Acanthurus xanthopterus, chirurgien à nageoires jaunes ou chirurgien pourpre
- Aspisurus
  - Aspisurus lineatus, chirurgien rayé
- Ctenochaetus
  - Ctenochaetus binotatus, chirurgien à deux taches
  - Ctenochaetus hawaiiensis, chirurgien de Hawaii
  - Ctenochaetus marginatus
  - Ctenochaetus striatus, chirurgien strié
  - Ctenochaetus strigosus, chirurgien à cercle doré
  - Ctenochaetus tominiensis, chirurgien de Tomini
- Naso (Nasinae)
  - Naso annulatus, nason à bordures blanches
  - Naso brevirostris, nason à rostre court
  - Naso hexacanthus, nason gris
  - Naso lituratus, nason à éperons orange ou poisson à tête de vache
  - Naso unicornis, nason à éperon bleu ou poisson-licorne
  - Naso vlamingii, nason zébré
- Paracanthurus
  - Paracanthurus hepatus, chirurgien bleu ou chirurgien à palette
- Prionurus
  - Prionurus microlepidotus, chirurgien à six éperons
- Zebrasoma
  - Zebrasoma desjardinii, chirurgien de Desjardin
  - Zebrasoma flavescens, chirurgien jaune
  - Zebrasoma gemmatum, chirurgien-voile
  - Zebrasoma rostratum, chirurgien à rostre
  - Zebrasoma scopas, chirurgien-voile brun, chirurgien à balai ou encore chirurgien à robe sombre
  - Zebrasoma veliferum, chirurgien voilé du Pacifique
  - Zebrasoma xanthurum, acanthure à queue jaune ou pourpre

## Balistidés
- Balistes capriscus, baliste
- Balistoides conspicillum, baliste-clown
- Balistes vetula, baliste royal
- Pseudobalistes fuscus, baliste à lignes bleues
- Rhinecanthus aculeatus, baliste Picasso
- Odonus niger, baliste bleu

## Chétodontidésou poissons-papillons
- Chaetodon capistratus
- Chaetodon miliaris
- Chelmon rostratus

## Pomacanthidésou poissons-anges
- Centropyge bicolor, poisson-ange nain à deux bandes
- Centropyge bispinosa, poisson-ange nain à deux épines
- Centropyge flavissima, poisson-ange nain citron
- Centropyge loricula, poisson-ange nain flamme
- Pomacanthus annularis, poisson-ange à anneaux
- Pomacanthus imperator, poisson-ange empereur
- Pomacanthus semicirculatus, poisson-ange royal
- Pygoplites diacanthus, poisson-ange duc

## Pomacentridés
- Demoiselles :

- Poissons clowns :
  - Amphiprion akallopisos
  - Amphiprion bicinctus
  - Amphiprion clarkii
  - Amphiprion ephippium
  - Amphiprion frenatus
  - Amphiprion ocellaris
  - Premnas biaculeatus

## Scorpaénidésourascasses
- Pterois volitans, rascasse volante
- Pterois radiata, rascasse à nageoires blanches
- Pterois antennata, rascasse à antennes

## Serranidés
- Cromileptes altivelis, mérou bossu
- Cephalopholis miniata, mérou rouge